# Giáo hoàng Lêô III
Lêô III (Tiếng Latinh: Leo III) là vị giáo hoàng thứ 96 của giáo hội Công giáo. Ông đã được Giáo hội suy tôn là thánh sau khi qua đời. Niên giám tòa thánh năm 1806 cho rằng ông đắc cử Giáo hoàng vào năm 795 và cai quản giáo hội trong 29 năm 8 tháng 16 ngày. Niên giám tòa thánh năm 2003 xác định triều đại của ông bắt đầu từ ngày 27 tháng 12 năm 795 và kết thúc vào ngày 12 tháng 6 năm 816.
Giáo hoàng Leo III sinh tại Roma là người La Mã. Đức Lêô III là người quản lý của tòa thánh và là linh mục trưởng ở Nhà thờ thánh nữ Santa Suzanna.

## Bầu cử và đảo chính
Khi Giáo hoàng Ađrianô I qua đời năm 795, Đức Lêô III được bầu lên kế vị cũng, nhưng không thuộc danh gia vọng tộc, như đấng tiền nhiệm. Hai người cháu của Adrianus I đều mong muốn được làm Giáo hoàng, do đó họ xúi giục các thanh niên quý tộc tấn công Đức Lêô.
Vừa đắc cử, Đức Lêô đã vội thông báo việc mình đã trở thành Giáo hoàng cho Charlemagne, thề hứa trung thành, dâng chìa khoá Mộ Thánh Phêrô và một cây cờ, mang hiệu thành Roma, cho vua. Đáp lại vua Pháp trả lời bằng một lá thư, khuyên Đức Giáo hoàng nên sống lương thiện, giữ giáo luật và cai trị Giáo hội một cách đạo đức.
Ngày lễ Cầu Mùa 25-4 (ngày lễ Thánh Máccô), (được thành lập để thay thế một lễ lớn ngoại giáo, người ta đi kiệu ra khỏi Thành, về đồng quê khá xa, giết một con chiên tế nữ thần Roli. Thánh Grêgôriô cả, cuối thế kỷ VI, đã "thánh hoá" lễ này, bằng một cuộc kiệu cầu an) theo tục lệ, Đức Lêô III cưỡi ngựa đi đầu đám nước.
Một cuộc đảo chính xảy ra, người ta xô Đức Giáo hoàng xuống ngựa, đánh đập, lột phẩm phục Giáo hoàng. May mà ông không bị cắt lưỡi và móc mắt kiểu Byzancia. Bị tố đủ thứ tội, ông bị tống vào một tu viện, chờ "xét xử". Nhờ một sợi dây thừng, ông vượt ngục, đến Spôlêtô, chữa chạy thương tích, rồi tới Paderborn để gặp vua Charlemagnes, xin ông đưa mình về ngai Giáo hoàng. Truyền thuyết kể rằng nhà vua ôm hôn ông thắm thiết, khóc sướt mướt, rồi cho binh đội và các Cán bộ cao cấp hộ tống người về Roma, tái đăng toà. Theo lẽ, Giáo hoàng là nạn nhân của một cuộc đảo chính bỉ ổi, thì chỉ việc trả lại quyền hành cho người, và phạt những kẻ chủ mưu và xúc phạm đến người. Đằng này Charlemagnes không làm thế. Đức Lêô III trở về Roma mùa thu 799.

## Xét xử giáo hoàng
Tuy nhiên, kẻ thù vẫn không để ông yên. Họ tố cáo Đức Lêô về tội thề gian và ngoại tình. Ngày 24-11-800, Charlemagnes tới Roma. Đức Giáo hoàng ra đón ông, cách Roma cả 20 km, và một cuộc rước khổng lồ đưa ông về đền Thánh Phêrô. Charlemagnes tới đây, theo lời một nhà ký sự đương thời, để "tiếp tục xem xét các tội ác mà Đức Giáo hoàng đã bị cáo buộc". Tình trạng Giáo hoàng lệ thuộc vua Franc quá rõ ràng. Alcuinô nhắc nhở nhà vua rằng "Không ai có quyền xét xử Toà Thánh". Dầu vậy, một đại hội các chức sắc, giáo sĩ thường và giáo dân có chức, họp tại Đền Thánh Phêrô, ngày 1/12, dưới sự chủ trì của Charlemagnes.
Ngày 23/12 Charlemagnes bắt Đức Giáo hoàng phải thề rằng người "không phạm, cũng không ra lệnh làm các điều gian ác, mà người ta tố cáo", được gọi là "Lời thề Thanh luyện"(Serment Purgatoire) theo tục lệ thời đó. Trong đó có những câu như "không bị ai xét xử, không bị ai cưỡng bức và trong một hành vi tự ý, tình nguyện, tôi thề...". Trong dịp này, Alcuinô làm một bài thơ, trong đó ông viết đại khái: vua Pháp giống như người hướng dẫn vị lãnh đạo Giáo hội, bản thân vua là người được tay quyền lực Chúa hướng dẫn.
Trong khi đó Đức Lêô III tuyên bố "ý thức những hồng ân đã lãnh nhận, ngoại trừ sự chết, không có gì, không có gì tách tôi ra khỏi lòng mến đối với vua Charlemagnes"

## Đăng quang của Charlemagnes

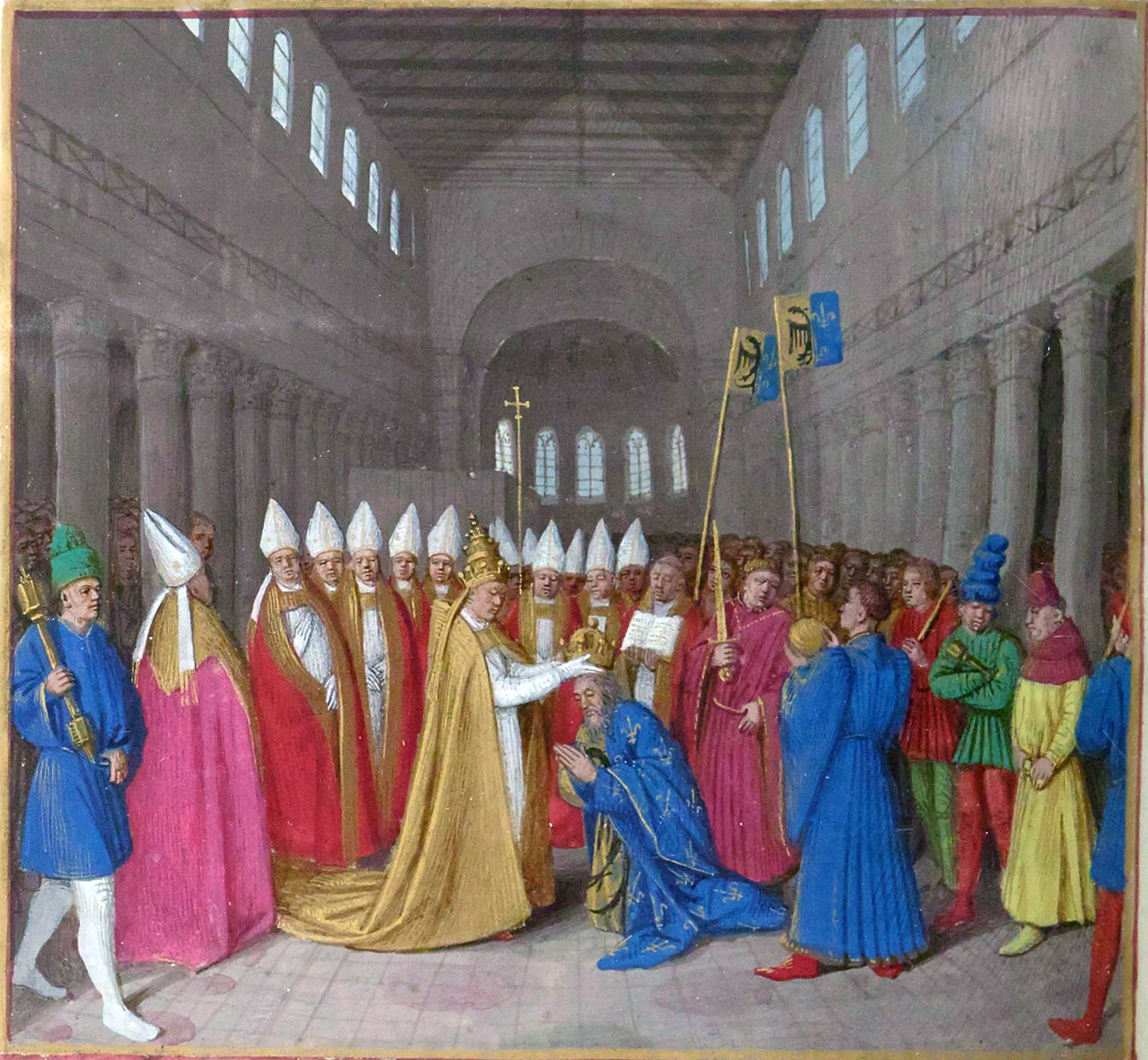
Ngày 25.12.800, Leo III đội vương miện cho hoàng đế Charlemagnes ở Vương cung thánh đường thánh Phêrô, Rôma

Ngày 25 tháng 12 năm 800, Charlemagnes trở lại Đền Thánh Phêrô dự lễ Giáng Sinh. Vương cung thánh đường đầy người Pháp và La Mã. Nhà vua bước vào giữa tiếng tung hô khải hoàn. Ông tới trước Bàn Thờ Mộ thánh Tông Đồ quỳ gối cầu nguyện. Lúc ông sắp đứng lên, Giáo hoàng tới gần người, đặt lên đầu người một triều thiên, trong khi đám đông tung hô ba lần: "Vạn tuế và chiến thắng cho vua Charlemagnes rất mộ đạo, Augustô, được Chúa đội triều thiên, Hoàng Đế vĩ đại và Hoà Bình của người La mã!".
Sau đó, Giáo hoàng xức dầu trên trán "Đavid mới", rồi pha thêm vào lễ nghi Thánh Kinh, một nghi thức được áp đặt từ thời Hoàng Đế Điôclêtianô, Đức Giáo hoàng quỳ gối trước mặt Tân Hoàng Đế Tây Phương mà "thờ lạy". Nghi lễ này, dựa theo nghi thức lễ đăng quang các basileis (tước hiệu của hoàng đế Constantinôpôli) ở Byzantinum, có hai hiệu quả là làm cho các hoàng đế Byzantinum không hài lòng và khuyến dụ Charlemagnes và nhất là những người kế vị ông, để ông, với tước hiệu hoàng đế, lãnh nhận trách nhiệm về Giáo hội ở Tây phương.
Đức Lêô đã ban cho Charlemagne tước vị Hoàng Đế La Mã Thánh Thiện. Điều này là nguyên do hình thành của Đế quốc La Mã Thần thánh — một cố gắng nhằm thể hiện lý tưởng Thành phố Thiên Chúa của Thánh Augustine – mà đã ảnh hưởng đến lịch sử Âu Châu trong nhiều thế kỷ. Hoàng đế Charlemagne (768-814) hoàn tất tham vọng của tổ tiên là tái lập đế quốc Tây phương. Hoàng đế đuổi người Ả Rập khỏi vùng Bắc Tây Ban Nha, cưỡng bách dân Saxe theo đạo (785).
Việc đức Lêo III đặt vương miện cho hoàng đế Charlemagne trước mộ thánh Phêrô đã đưa ông lên tuyệt đỉnh danh vọng, đánh dấu việc thoát ly chính trị khỏi Byzantinum. Từ đó trở đi, có hai đế chế cùng song song tồn tại, Đế chế phía Tây và Đế chế phía Đông. Sự kiện Đế chế phía Tây được thành lập bởi một lệnh của Giáo hoàng tất yếu đem lại những hệ quả to lớn và tạo dễ dàng cho việc ra đời chủ nghĩa "chính trị thần quyền". Byzantinum hiểu được tầm quan trọng, nên hết sức tức tối: "Giáo hoàng Lêô III có xức dầu Carôlô từ đầu đến chân, ông ta vẫn chỉ là tên mọi rợ và phản loạn chống hoàng đế thật". Phải mất 9 năm thương thuyết Constantinôpôli mới chịu thừa nhận sự đã rồi.
Thế là từ cuộc khủng hoảng này, bề ngoài xem ra phi lý, làm nảy ra một thế giới mới: một mặt Byzancia, dù vẫn gọi là "Romania" (Roma chế) thực thì chỉ là Hy Lạp, phải co lại để chống Hồi Giáo, quân Bulgare và quân Slavia, một mặt nhà Charlemagnes liên kết chặt chẽ với Toà Thánh đem lại cho Tây Phương ý thức thống nhất.
Địa vị Giáo hoàng từ nay không khác một chư hầu. Dù được trọng kính và giàu có, các vị không có thực quyền trên các Giám mục, phải tuyên thệ trung thành với hoàng đế và chịu sự kiểm soát của một đại diện hoàng đế. Giáo hoàng chỉ giữ hai đặc quyền: là quyền xức dầu trao vương miện cho tân hoàng đế và quyền trao Pallium cho các tổng Giám mục. Dẫu sao các vị vẫn giữ được những đặc quyền thiêng liêng trong những vấn đề luân lý.

## Vai trò giáo hoàng
Với sự giúp đỡ của Charlemagne, Đức Lêô đã dẹp được lạc thuyết Thừa Tự (Thuyết Thừa Tự chủ trương Đức Kitô chỉ là con nuôi của Thiên Chúa, do đó Ngài không phải Thiên Chúa thật.) ở Tây Ban Nha, nhưng khi Charlemagne muốn thêm chữ Filioque ("và Đức Chúa Con") vào kinh Tin Kính Nicene thì Đức Lêô đã từ chối, một phần vì ông không cho phép giáo dân can thiệp vào nội bộ giáo hội, và một phần vì ông không muốn chống đối Giáo hội Byzantine.Cho đến ngày nay, Chính thống giáo Hy Lạp và một số Giáo hội Đông Phương vẫn cho rằng Chúa Thánh Thần chỉ bởi Chúa Cha mà ra, do đó, những ai chủ trương rằng Chúa Thánh Thần cũng bởi Chúa Con mà ra thì họ cho là lạc giáo.
Vụ Filioque: Năm 808, các tu sĩ Latinh trên Núi Ô liu, ở Giêrusalem, bị các tu sĩ Hy Lạp hàng xóm tố cáo là rối đạo, vì họ hát Filioque Procedit"... "Và Đức Chúa Con mà ra!". Họ xin Đức Lêô III cắt đứt việc bàn cãi, và Đức Giáo hoàng, muốn tránh việc tranh chấp, đã gợi ý Charlemagne nên bỏ cái công thức kia đi. Nhưng, một lần nữa, Hoàng Đế vẫn tỏ ra ngoan cường: người mời các nhà thần học trứ danh đến tiếp sức, và tập tục Aix thắng thế cả Roma, mãi tới đời ta bây giờ vẫn còn hát "bởi Đức Chúa Cha và Đức Chúa Con mà ra" như thường.

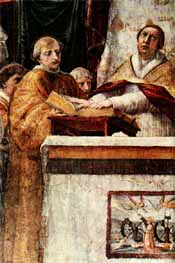
Giáo hoàng Leo III, được vẽ bởi Rafael

Một cách tổng quát, Giáo hoàng và hoàng đế hành động ăn khớp với nhau. Theo lời đề nghị của Charlemagne, Đức Lêô còn thành lập một đạo quân để chống với giặc Saracen, lấy lại được một số tài sản của Giáo hội ở Gaeta. Tính hào phóng của Charlemagne đã giúp Đức Lêô canh tân nhiều nhà thờ ở Rôma và Ravenna, cũng như giúp đỡ người nghèo và bảo trợ các công trình nghệ thuật.
Khi Charlemagne từ trần năm 814 và Đức Lêô không còn ai bảo vệ, quân thù lại nổi dậy chống đối ông. Với tất cả uy thế và quyền bính cá nhân, ông đã dẹp tan âm mưu nổi loạn của giới quý tộc ở Campagna. Tuy nhiên, ông vẫn bị giới quý tộc khinh miệt vì ông xuất xứ từ giới bình dân.

## Qua đời
Ông từ trần năm 816 và được phong thánh năm 1673.Đức Lêô III đã được Giáo hoàng Clêmentê X ghi vào quyển danh lục tử đạo Rôma năm 1673, với lý do là ông đã bị những kẻ âm mưu hành hạ năm 799.
Lêô III cũng là người đã thành lập trường Palatine, tiền thân của Đại học Paris.